# Оберербах (Альтенкірхен)
Оберербах (нім. Obererbach) — громада в Німеччині, розташована в землі Рейнланд-Пфальц. Входить до складу району Альтенкірхен. Складова частина об'єднання громад Альтенкірхен.
Площа — 3,63 км2. Населення становить 553 ос. (станом на 31 грудня 2020).

## Галерея

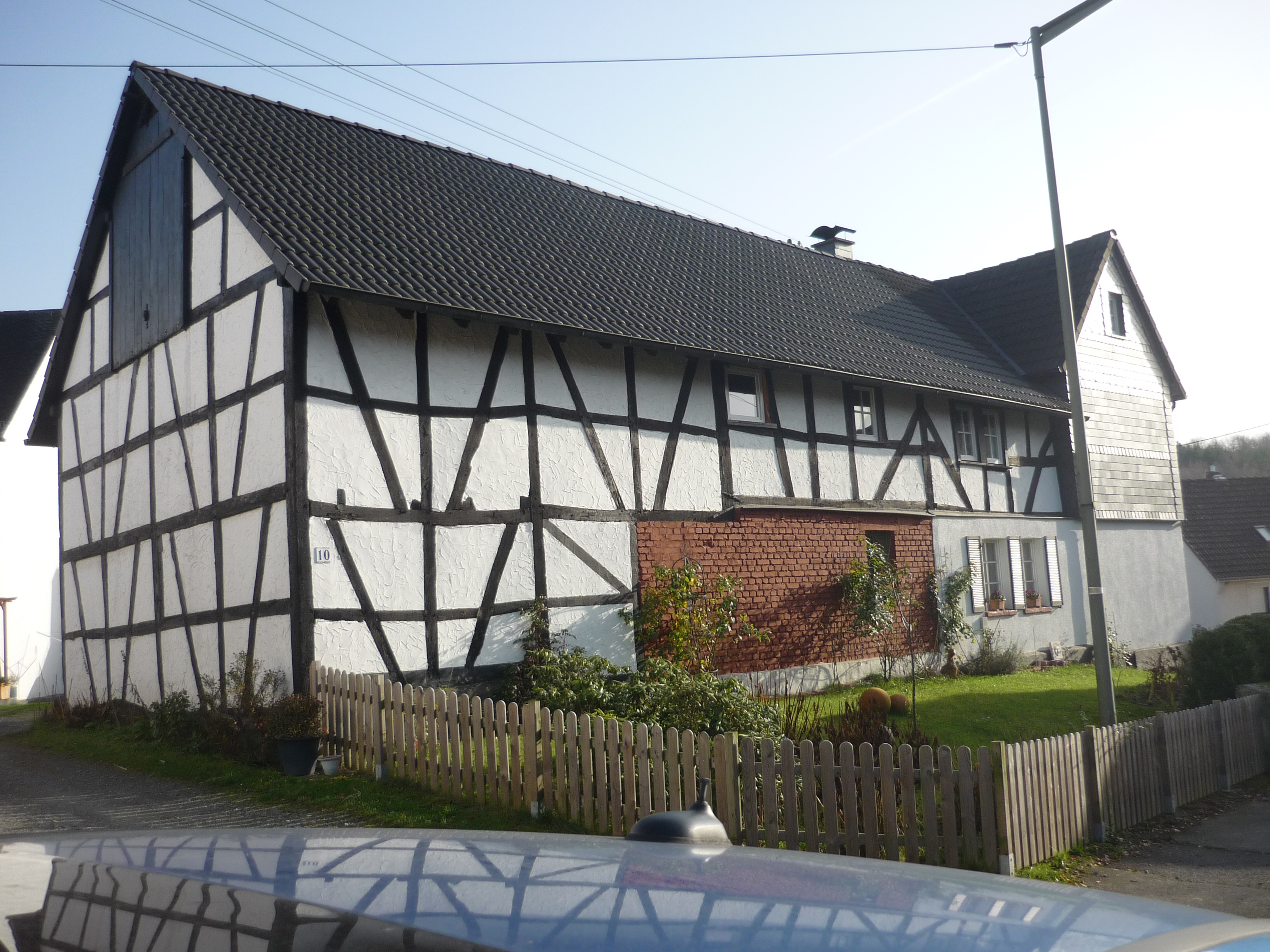
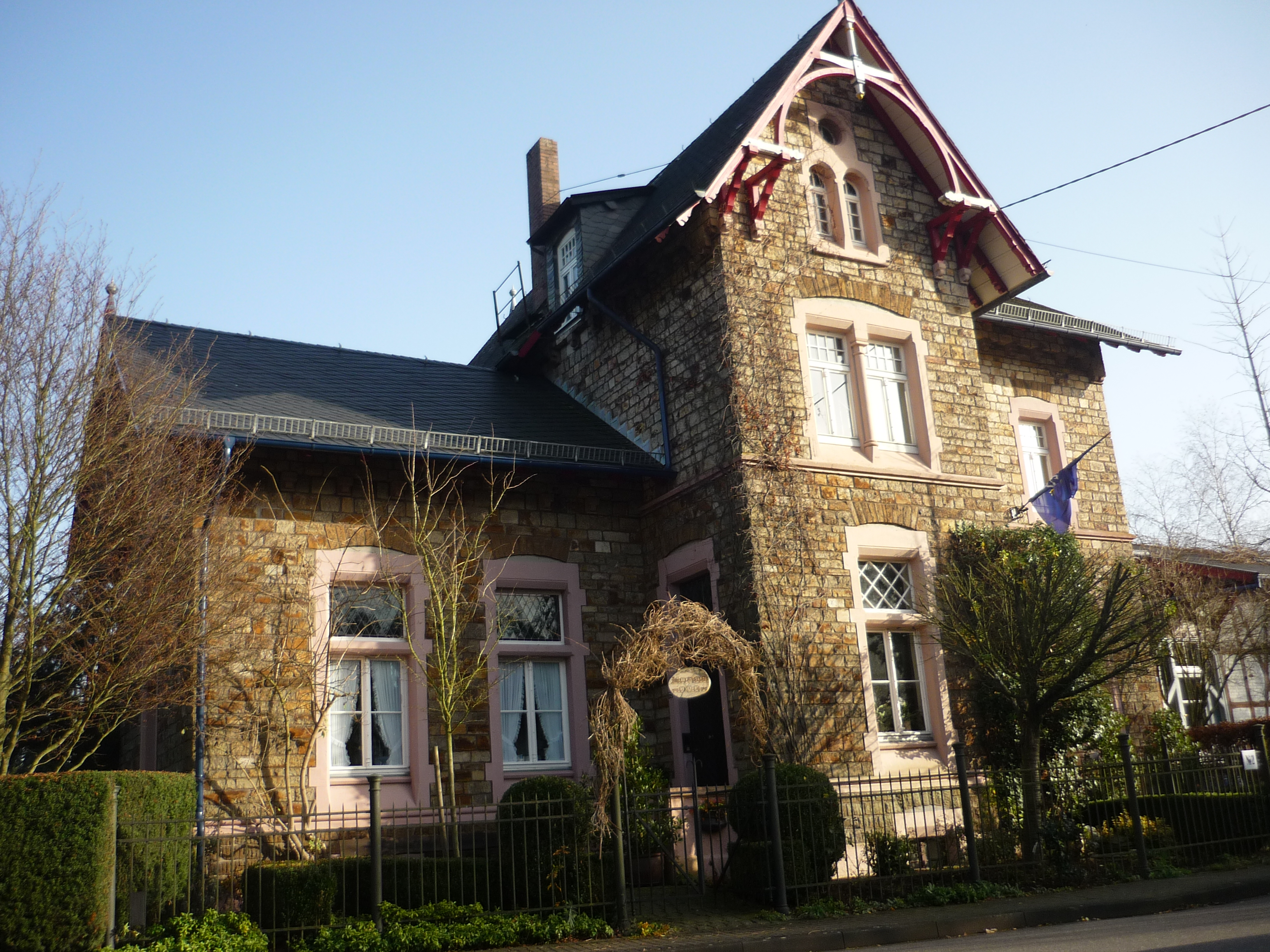